# Aplysia
Aplysia (/əˈplɪʒ(i)ə/) là một chi sên biển, cụ thể hơn là thỏ biển, có kích cỡ trung bình tới cực lớn trong họ Aplysiidae.

## Đặc điểm
Sên biển là một loài nhuyễn thể nằm trong họ ốc, nhưng trong quá trình tiến hoá, chúng bị mất đi chiếc vỏ cứng bao bọc bên ngoài. Khi bị loài săn mồi tấn công, giống như loài mực nang, chúng phun vào nước một chất lỏng có màu tím sẫm để nguỵ trang, làm kẻ thù không nhận ra mình nữa rồi bỏ trốn. Khi di chuyển các loài này thường cũng để lại một vết chất nhầycủa sên biển (gọi là opalin vì chất này có màu trắng đục) trên bề mặt những nơi chúng đã bò qua, chúng làm như vậy để làm tê liệt khả năng đánh hơi của những kẻ thù muốn ăn thịt mình. 

## Các loài
- Aplysia argus Rüppell & Leuckart, 1830
- Aplysia californica (J.G. Cooper, 1863) California sea hare
- Aplysia cedrocensis (Bartsch & Rehder, 1939)
- Aplysia cervina (Dall & Simpson, 1901)
- Aplysia cornigera Sowerby, 1869
- Aplysia cronullae  Eales, 1960
- Aplysia dactylomela (Rang, 1828)
- Aplysia denisoni  Smith, 1884
- Aplysia depilans (Gmelin, 1791)
- Aplysia dura  Eales, 1960
- Aplysia euchlora  Adams in M.E.Gray, 1850
- Aplysia extraordinaria (Allan, 1932) (possibly = Aplysia gigantea)
- Aplysia fasciata (Poiret, 1798) (Aplysia brasiliana Rang, 1828  is a junior synonym).
- Aplysia gigantea  Sowerby, 1869
- Aplysia gracilis  Eales, 1960  [cần dẫn nguồn]
- Aplysia inca  d'Orbigny, 1837
- Aplysia juliana (Quoy & Gaimard, 1832) Walking sea hare
- Aplysia keraudreni Rang, 1828
- Aplysia kurodai (Baba, 1937)
- Aplysia maculata  Rang, 1828
- Aplysia morio (A. E. Verrill, 1901) Atlantic black sea hare, sooty sea hare
- Aplysia nigra  d'Orbigny, 1837
- Aplysia nigra brunnea Hutton, 1875
- Aplysia oculifera (Adams & Reeve, 1850) Spotted sea hare
- Aplysia parvula (Guilding in Moerch, 1863)
- Aplysia punctata (Cuvier, 1803)
- Aplysia rehderi  Eales, 1960
- Aplysia reticulata  Eales, 1960
- Aplysia reticulopoda (Beeman, 1960) Net-foot sea hare
- Aplysia robertsi  Pilsbry, 1895
- Aplysia rudmani  Bebbington, 1974
- Aplysia sagamiana (Baba, 1949)
- Aplysia sibogae (Bergh, 1905) (?)(probably = Aplysia juliana)
- Aplysia sowerbyi  Pilsbry, 1895
- Aplysia sydneyensis (Sowerby, 1869)
- Aplysia tanzanensis  Bebbington, 1974
- Aplysia vaccaria (Winkler, 1955) California black sea hare (possibly ?= Aplysia cedrocensis)
- Aplysia aequorea Heilprin, 1888: synonym of Aplysia dactylomela Rang, 1828
- Aplysia albopunctata Deshayes, 1853: synonym of Aplysia punctata (Cuvier, 1803)
- Aplysia angasi G.B. Sowerby II, 1869: synonym of Aplysia dactylomela Rang, 1828
- Aplysia annulifera Thiele, 1930: synonym of Aplysia dactylomela Rang, 1828
- Aplysia ascifera Rang, 1828: synonym of Dolabrifera dolabrifera (Rang, 1828)
- Aplysia benedicti Eliot, 1899: synonym of Aplysia dactylomela Rang, 1828
- Aplysia bourailli Risbec, 1951: synonym of Aplysia dactylomela Rang, 1828
- Aplysia brasiliana (Rang, 1828) Mottled sea hare, sooty sea hare (junior synonym of Aplysia fasciata; different geographical populations of the same species): synonym of Aplysia fasciata Poiret, 1789
- Aplysia cirrhifera Quoy & Gaimard, 1832: synonym of Barnardaclesia cirrhifera (Quoy & Gaimard, 1832)
- Aplysia concava Sowerby, 1869: synonym of Aplysia parvula Mørch, 1863
- Aplysia depressa Cantraine, 1835: synonym of Phyllaplysia depressa (Cantraine, 1835)
- Aplysia dolabrifera Rang, 1828: synonym of Dolabrifera dolabrifera (Rang, 1828)
- Aplysia donca (Ev. Marcus & Er. Marcus, 1960): synonym of Aplysia morio (A. E. Verrill, 1901)
- Aplysia fimbriata Adams & Reeve, 1850: synonym of Aplysia dactylomela Rang, 1828
- Aplysia geographica (Adams & Reeve, 1850): synonym of Syphonota geographica (A. Adams & Reeve, 1850)
- Aplysia hybrida Sowerby, 1806: synonym of Aplysia punctata (Cuvier, 1803)
- Aplysia longicauda Quoy & Gaimard, 1825: synonym of Stylocheilus longicauda (Quoy & Gaimard, 1825)
- Aplysia megaptera Verrill, 1900: synonym of Aplysia dactylomela Rang, 1828
- Aplysia nettiae Winkler, 1959: synonym of Aplysia californica J. G. Cooper, 1863
- Aplysia norfolkensis Sowerby, 1869: synonym of Aplysia parvula Mørch, 1863
- Aplysia oahouensis Souleyet, 1852: synonym of Dolabrifera dolabrifera (Rang, 1828)
- Aplysia ocellata d'Orbigny, 1839: synonym of Aplysia dactylomela Rang, 1828
- Aplysia odorata Risbec, 1928: synonym of Aplysia dactylomela Rang, 1828
- Aplysia operta Burne, 1906: synonym of Aplysia dactylomela Rang, 1828
- Aplysia petalifera Rang, 1828: synonym of Petalifera petalifera (Rang, 1828)
- Aplysia protea Rang, 1828: synonym of Aplysia dactylomela Rang, 1828
- Aplysia pulmonica  Gould, 1852 : synonym of Aplysia argus Rüppell & Leuckart, 1830
- Aplysia radiata Ehrenberg, 1831: synonym of Aplysia dactylomela Rang, 1828
- Aplysia rosea Rathke, 1799: synonym of Aplysia punctata (Cuvier, 1803)
- Aplysia schrammi Deshayes, 1857: synonym of Aplysia dactylomela Rang, 1828
- Aplysia scutellata Ehrenberg, 1831: synonym of Aplysia dactylomela Rang, 1828
- Aplysia sibogae Bergh, 1905: synonym of Aplysia juliana Quoy & Gaimard, 1832
- Aplysia striata Quoy & Gaimard, 1832: synonym of Stylocheilus longicauda (Quoy & Gaimard, 1825)
- Aplysia tigrina Rang, 1828: synonym of Aplysia dactylomela Rang, 1828
- Aplysia tigrinella Gray, 1850: synonym of Aplysia maculata Rang, 1828
- Aplysia velifer Bergh, 1905: synonym of Aplysia dactylomela Rang, 1828
- Aplysia willcoxi (Hellprin, 1886): synonym of Aplysia fasciata Poiret, 1789
- Aplysia winneba  Eales, 1957 : synonym of Aplysia fasciata Poiret, 1789